# História do metropolitano
A história do metropolitano ou do metro começa, na opinião de muitos, com a abertura, em 1863, da Metropolitan Railway, atualmente integrada na rede do metro de Londres. O fumo gerado pelas locomotivas incomodava os passageiros, facto que levou ao encerramento precoce da linha. Entre 1863 e 1890 foram propostas adaptações dos túneis a sistemas de tubo pneumático (renovação de ar por efeito de êmbolo) para tentar evitar o fracasso dos transportes subterrâneos na capital inglesa. Em 1890, a City & South London Railway ultrapassou o problema causado pelo fumo, electrificando os túneis. Esta solução mostrou-se bastante eficaz e rapidamente conduziu à inauguração de diversas linhas de metropolitano pelo mundo, nomeadamente em Budapeste, Boston, Paris, Berlim e Chicago.

## Expansão no mundo

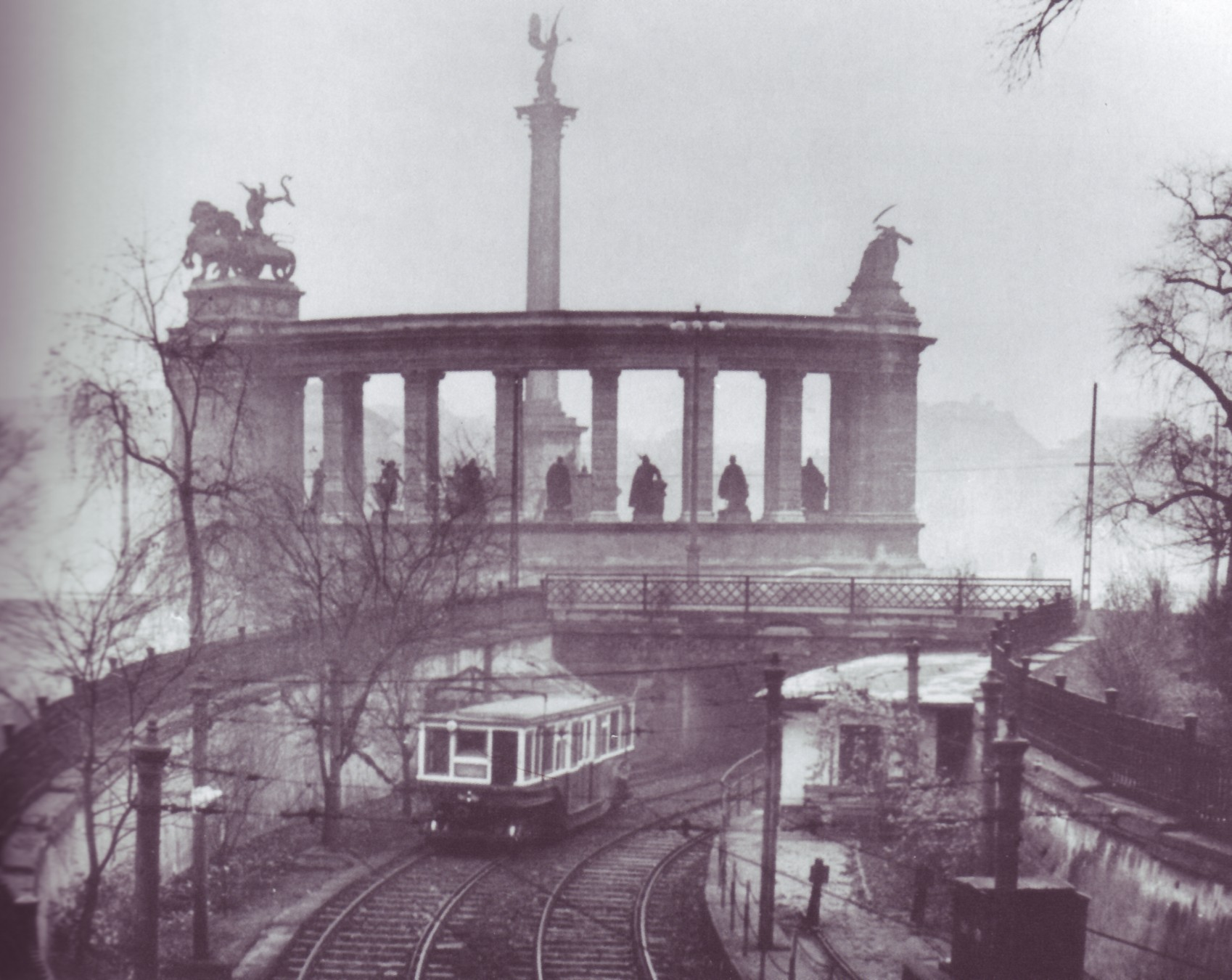
Obras do metro na Praça dos Heróisem Budapeste, Hungria (1896).

Mesmo antes de se começar a planear redes de metropolitano nas grandes cidades do mundo, já as companhias de caminho de ferro construíam túneis para evitar desníveis, facilitando a circulação dos comboios. Depois da primeira tentativa falhada de construção de um sistema de metropolitano em Londres, devido ao fumo libertado pelas locomotivas que afastava os passageiros, a electrificação das linhas foi um passo de gigante no transporte urbano. A ideia foi prontamente seguida por inúmeras empresas, que por todo o mundo começaram a escavar túneis e a instalar largas redes de metropolitano. A história evolutiva dos sistemas de metropolitano decorreu de forma diferente nos vários continentes.

### Europa

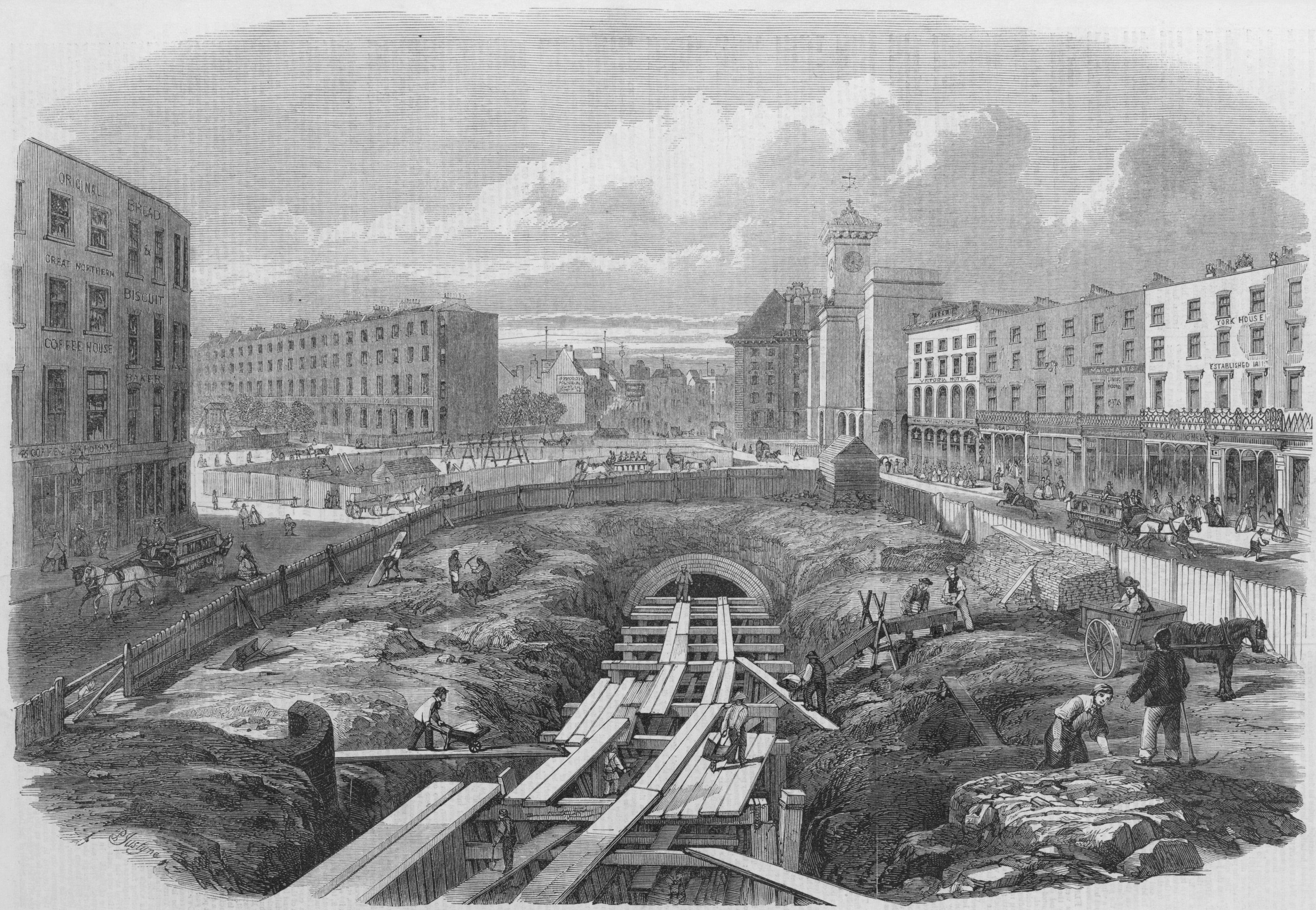
Construção do Metropolitano de Londres.

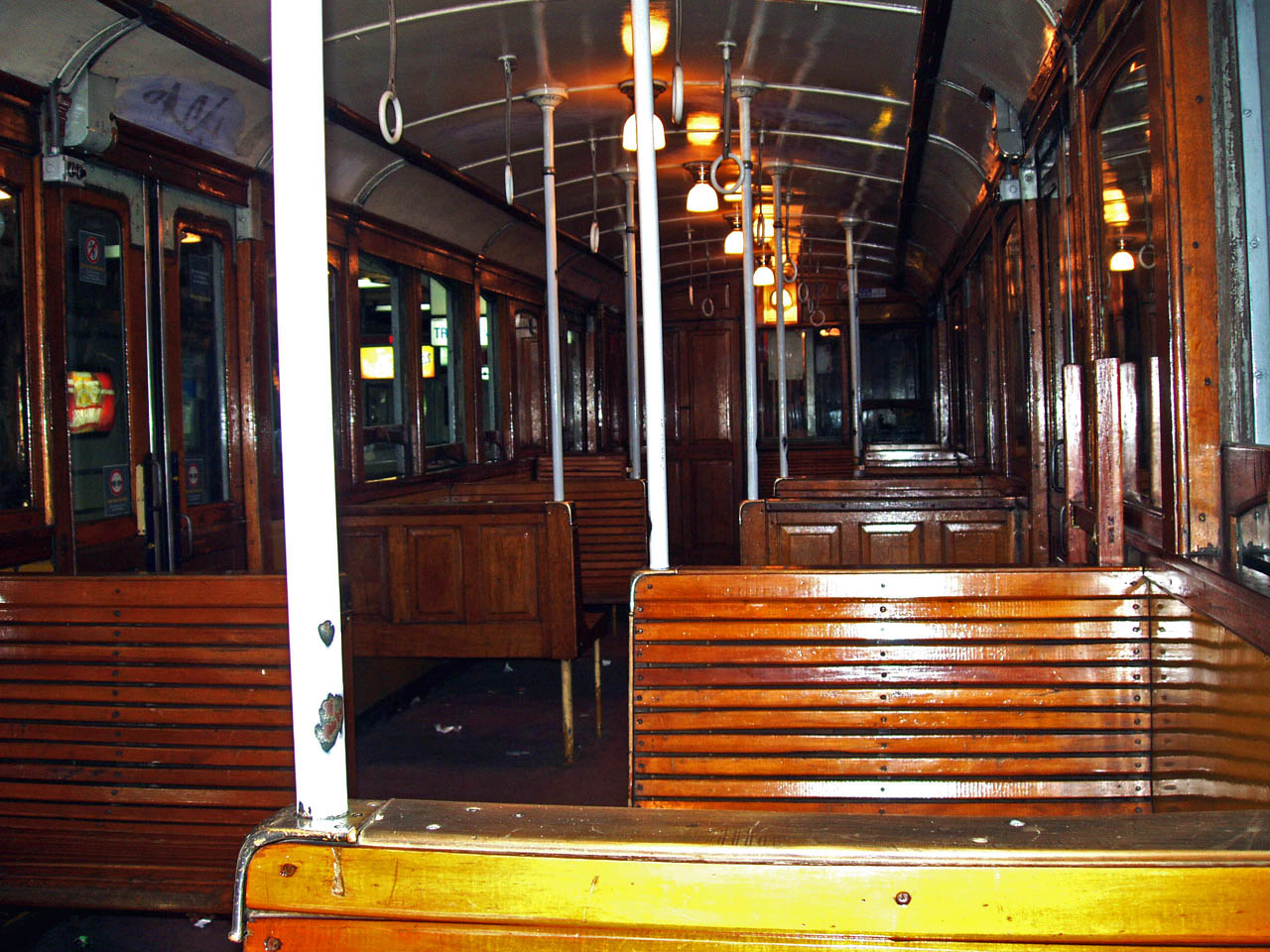
Interior de uma carruagem do metro de Buenos Aires da linha A.

Em 1875, abriu o Tünel, um funicular com 573 metros de comprimento entre o alto de Beyoğlu e a área costeira de Gálata, em Istambul na Turquia. É controverso o estatuto de sistema de metropolitano[carece de fontes?] pois tem apenas duas estações e a linha só foi electrificada em 1971. Seguiu-se a cidade de Budapeste, com a construção do metro de Budapeste (1896) num prazo recorde de dois anos; este começa na estação de Vörösmarty tér (centro da cidade) e prolonga-se até Városliget e ao jardim zoológico local, perfazendo um extensão de 3,7 km. Actualmente este troço integra, quase nas condições iniciais, a presente rede de metropolitano de Budapeste. Segundo consta, este foi, a seguir a Londres, um dos primeiros sistemas subterrâneos a ser electrificado, seguido pelo metro de Newcastle. No mesmo ano, o metro de Glasgow, na Escócia, com 10,4 km de comprimento; abriu com tracção por cabos, tendo sido electrificado em 1935.
Em Paris, a primeira linha da rede do metro de Paris foi inaugurada em 1900. O Chemin de Fer Métropolitain, o "caminho de ferro metropolitano" em português, deu origem à abreviatura que hoje em dia serve para classificar este meio de transporte – metro. Em 1902 abriu em Berlim o metro de Berlim, vulgarizando o termo U-Bahn, linha subterrânea em alemão. A primeira rede de metropolitano a aparecer em Itália foi construída para a Exposição Mundial em Milão em 1906. Era uma linha elevada que ligava as duas partes principais da exposição; foi desmantelado oito anos depois. Mais tarde, em 1919, foi inaugurado o metro de Madrid pela Compañía de Metro Alfonso XIII. Os túneis da rede serviram de abrigo durante a Guerra Civil de Espanha.
O primeiro sistema de metro a aparecer na URSS abriu em 1935 em Moscovo. A primeira linha — entre Sokolniki e Park Kul'tury — tinha uma extensão de 11,2 km. O projecto de uma das primeiras estações, a de Krasniye Vorota, recebeu um Grand Prix na Feira Mundial em Paris no ano de 1937. O metro de Moscovo é conhecido por ter as estações mais decoradas e luxuosas do mundo, tendo sido dado o nome de "palácios subterrâneos" às suas muitas estações. Na Rússia e nas outras Repúblicas da União Soviética também foram inauguradas redes de metropolitano, nomeadamente: São Petersburgo (1955), Kiev (1960), Tbilisi (1966), Baku (1967), Carcóvia (1975), Tashkent (1977), Erevan (1981), Minsk (1984), Nizhniy Novgorod (1985), Novosibirsk (1986), Samara (1987), Ecaterimburgo (1991), Dnipropetrovsk (1995), Kazan (2005).
Em 1959, foi inaugurado o metro de Lisboa. Este sistema de metropolitano foi o primeiro deste género num país de língua oficial portuguesa. É constituída por quatro linhas que servem a cidade de Lisboa chegando até aos concelhos da Amadora e Odivelas. 
O metro do Porto foi inaugurado a 1 de Janeiro de 2001. É o maior sistema de metropolitano de Portugal, com um extensão de 70 km. Actualmente é constituído por cinco linhas, mas futuramente terá sete. Serve seis concelhos da área metropolitana do Porto.

### América
A primeira rede de metropolitano a surgir na América, foi nos EUA na cidade de Boston. Foi construído em 1897 no centro da cidade e tinha apenas duas estações. Actualmente essa linha está integrada na Green Line do metro de Boston. O metro de Nova Iorque, hoje em dia o maior do mundo, foi inaugurado em 1904; tinha uma extensão de 14,4 km desde City Hall até à 145th Street. Expandiu-se rapidamente; em 1908 com a construção da ponte rodoviária para Nova Jérsia, o tabuleiro inferior da mesma possibilitou a passagem da rede de metro para fora da península de Manhattan. Em 1907, abriu o metro de Filadéfia.
Em 1913 foi inaugurado em Buenos Aires, na Argentina, o primeiro sistema de metropolitano da América Latina; é a mais antiga rede de metro num país de língua oficial espanhola. É conhecido como El Subte e tem trabalhado continuamente desde a sua inauguração; as sua carruagens originais "La burgeoise" de madeira e metal continuam em excelentes condições de preservação sendo um atractivo para turistas para além de transportarem diariamente 190 000 passageiros.
No Brasil, em 1974, foi aberto o metro de São Paulo. Serve diariamente 4 milhões de passageiros. Uma parte integrante da rede foi adaptada de antigas linhas de caminho de ferro que datam de 1880. Foram construídas também sistemas de metropolitano no Rio de Janeiro, Belo Horizonte, Recife, Teresina, Porto Alegre e no Distrito Federal.

### Ásia

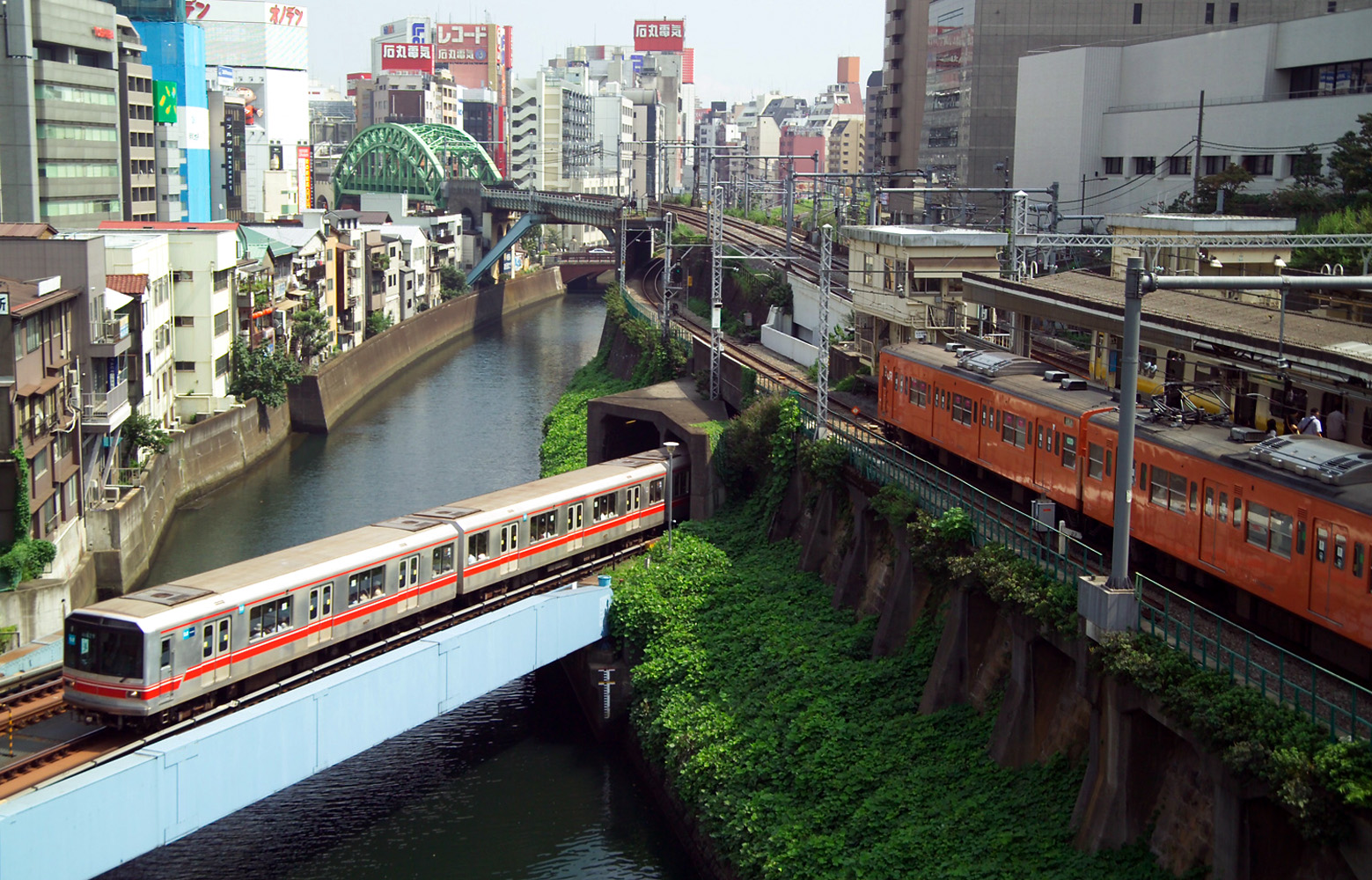
Metro de Tóquio

A primeiras cidades asiáticas a terem sistemas de metropolitano foram Tóquio (1927) e Osaka (1933), ambas no Japão. Neste país as redes de metro assumem um papel muito importante, constituindo uma espinha dorsal da vida citadina. Existem outras cidades japonesas que também têm sistemas de metropolitano das quais se destacam Yokohama, Nagoya, Sapporo, Kobe, Quioto, Fukuoka, e Sendai.
Nos últimos 30 anos, as cidades coreanas também desenvolveram importantes e modernos sistemas de metropolitano. A maior rede de metro do país é a da capital, Seul com 287 km de extensão. Destacam-se também na península coreana as redes de Pyongyang, Busan, Daegu, Incheon, Gwangju e Daejeon. Também a China e Índia têm assistido a um rápido desenvolvimento de sistemas de metropolitano nos últimos tempos.

### África
O metro do Cairo foi inaugurado em 1987. É o único sistema de metropolitano existente em África. É constituído por duas linhas com uma extensão total de 62 km. Em todos os comboios da frota, a primeira carruagem é reservada para as mulheres.